# Aloe inconspicua
Aloe inconspicua ist eine Pflanzenart der Gattung der Aloen in der Unterfamilie der Affodillgewächse (Asphodeloideae). Das Artepitheton inconspicua stammt aus dem Lateinischen, bedeutet ‚unauffällig‘ und verweist auf die Wuchsform der Art.

## Beschreibung

### Vegetative Merkmale
Aloe inconspicua wächst stammlos und ist einfach. Die ausdauernden Blattbasen bilden eine eiförmige Zwiebel von bis zu 5 Zentimeter Länge und 2,5 Zentimeter Breite. Die fleischigen Wurzeln sind bis zu 3 Millimeter dick und 10 bis 12 Zentimeter lang. Die linealisch spitz zulaufenden Laubblätter bilden  Rosetten. Die grüne Blattspreite ist 18 Zentimeter lang und 0,3 bis 0,4 Zentimeter breit. Auf der Blattunterseite befinden sich in der unteren Hälfte verlängerte weiße Flecken. Die weichen, durchscheinenden Zähne am durchscheinenden Blattrand sind 0,5 Millimeter lang und stehen 2 bis 4 Millimeter voneinander entfernt.

### Blütenstände und Blüten
Der einfache Blütenstand erreicht eine Länge von etwa 150 Zentimeter. Die unteren Zweige sind gelegentlich nochmals verzweigt. Die ziemlich dichten, zylindrischen Trauben sind etwa 7 Zentimeter lang und 2 Zentimeter breit. Sie bestehen aus etwa 30 Blüten. Die schmal zugespitzten Brakteen weisen eine Länge von 13 bis 15 Millimeter auf. Blütenstiele fehlen. Die grünen Blüten besitzen Perigonblätter mit halb durchscheinenden weißen Rändern. Die Blüten sind 15 Millimeter lang und zur Mündung leicht verengt. Ihre äußeren Perigonblätter sind nicht miteinander verwachsen. Die Staubblätter und der Griffel ragen kaum aus der Blüte heraus.

## Ökologie
Aloe inconspicua wird ausschließlich durch Insekten (Entomophilie) und nicht wie andere Aloen auch durch Vögel bestäubt. Ein häufiger Besucher ist die Pelzbienenart Amegilla fallax.

## Systematik und Verbreitung
Aloe inconspicua ist in der südafrikanischen Provinz KwaZulu-Natal auf grasigen Lichtungen zwischen Akazien auf Tonschiefer und Sandstein in Höhen von etwa 1000 bis 1200 Metern verbreitet.
Die Erstbeschreibung durch Darrel C. H. Plowes wurde 1986 veröffentlicht.

## Nachweise